# Apioceridae
Apioceridae zijn een familie van vliegen. De wetenschappelijke naam van de familie is voor het eerst geldig gepubliceerd in 1835 door Westwood. 

## Taxonomie
De soort is ingedeeld in 1 geslacht met 138 soorten.
- Apiocera Westwood, 1835